# Una storia romantica
(Roland Barthes)
Una storia romantica è un romanzo a sfondo storico risorgimentale e post-risorgimentale scritto da Antonio Scurati e pubblicato da Bompiani nel 2007.
Premiato alla 34ª edizione del Premio letterario internazionale "Mondello-Città di Palermo" nella sezione Autori italiani, è concepito come un romanzo popolare ottocentesco. In questo senso è dichiarato, dall'autore, il debito rispetto al capolavoro di Victor Hugo, I miserabili.
La trama innesta eventi di fantasia su fatti realmente accaduti ed è organizzata sulla formula del manoscritto ritrovato e dello scambio epistolare, con frequenti riferimenti letterari, musicali e pittorici ad autori ed artisti del passato.

## Contenuto
La narrazione prende avvio a partire dal 1885 e utilizza subito la tecnica del flashback con uno scarto temporale di circa quarant'anni, inserendo al suo interno, come in una serie di scatole cinesi, le diverse fasi della vicenda amorosa tra la giovane Aspasia, musa dell'insurrezione delle Cinque giornate di Milano, e il giovane patriota aristocratico Jacopo.

## Ambientazione e personaggi storici
Scurati innesta nella storia degli eventi milanesi che dettero il via alla prima guerra di indipendenza la vicenda d'amore (impossibile) fra due personaggi di fantasia: il conte Jacopo Izzo Dominioni - ventenne alla scoperta di sé e del senso della vita (e della morte) - e la giovane Aspasia Recalcati, pupilla adottiva della famiglia Morosini (una fra le nobili famiglie milanesi all'epoca più influenti), aspirante patriota pronta ad infiammarsi - prima ancora che per la patria - sulle barricate del protofemminismo vaticinato attraverso lettere dall'esilio da Cristina Trivulzio di Belgiojoso.
Una terza, determinante figura, sempre di fantasia, si affianca alle due principali ed è quella di Italo Morosini, patriota e promesso sposo di Aspasia e fratello di un altro patriota, in questo caso realmente esistito, Emilio Morosini. Così come avviene nella distribuzione canonica dei ruoli del melodramma italiano, la figura di Italo, completando l'ideale triangolo amoroso, riveste quindi più il ruolo di co-protagonista che non quello di antagonista in senso classico.
Nella prima parte del romanzo - centrata quasi totalmente sulle vicende storiche dei cinque giorni che sconvolsero Milano e poi tutto il Regno Lombardo-Veneto, costringendo alla fuga il maresciallo Josef Radetzky e l'intero esercito dell'Impero austriaco - attorno alle tre figure principali si muovono come in un tableau vivant, oltre alla folla multicolore della popolazione in arme, dei martinitt e dei soldati degli eserciti contrapposti austriaco e sabaudo, alcune delle eroiche figure risorgimentali realmente esistite che lottarono e morirono in nome di un ideale di patria: Emilio Morosini, Carlo Cattaneo, Luciano Manara, Enrico Dandolo, Cesare Correnti.
Nella storica guerra regia e di popolo, così come letterariamente disegnata sulla pagina scritta dall'autore, finzione e realtà, immaginario e accadimenti reali si intrecciano in maniera inesorabile e (dolorosamente) cruda. Il finale non può essere che amaro, se è vero che "il male, più che il bene, tende ad apparirci universale".
Prima di quello della giustizia (e della redenzione) occorre che venga "il tempo della perdizione", chiosa l'autore citando, fra i molti altri, Saulo di Tarso. 
Il pittore Francesco Hayez è inserito fra i personaggi della vicenda. All'interno del romanzo viene ipotizzato che il pittore si sia ispirato, per dipingere il celebre quadro Il bacio, alle figure (rinnovate negli abiti rinascimentali) dei due protagonisti, Jacopo ed Aspasia, sorpresi dall'artista a scambiarsi un appassionato bacio a ridosso delle barricate che incendiarono il marzo risorgimentale milanese del 1848.

## Prestiti letterari e "centoni"
(Antonio Scurati, Una storia romantica, pag. 255)
Il presupposto filosofico-letterario (e l'originalità anche) su cui si fonda il particolare stile che contraddistingue il romanzo di Scurati è insito nel fatto - come scrive lo stesso autore nella Tabula gratulatoria che correda il testo - che le finzioni letterarie iniziano il loro viaggio da altre finzioni letterarie, compiendo una "seconda navigazione" lungo una rotta costellata di molti scali in porti intermedi. Una sorta di navigazione fluviale.
Questo spiega - non necessitando di giustificazione - il massiccio uso dichiarato di prestiti (quasi una sorta di centone, ovvero di recupero di materiali esistenti, tecnica in uso specie nell'opera lirica ottocentesca), con citazioni (esplicite e palesi in ragione della loro notorietà) di stralci se non di interi brani dall'ambito letterario, musicale, pittorico, cinematografico, televisivo e, appunto, dal melodramma operistico.
Una seconda tavola a corredo del testo - questa volta definita mistificatoria - conferma, per dipanare qualsiasi ombra di dubbio, come il contesto storico in cui si dipana l'azione del romanzo e i principali accadimenti in esso narrati siano stati minuziosamente ricostruiti sulla base di conoscenze storicamente attendibili, con uno sforzo di assoluta fedeltà a fonti documentarie, pur nel privilegio concesso alla verosimiglianza letteraria rispetto alla verità storicamente intesa.

## Fonti di ispirazione
Partendo dal presupposto che tutto sia stato già scritto (e detto), e assecondando il concetto di Marshall McLuhan secondo cui è il montaggio che costituisce il messaggio, Scurati inanella nel suo romanzo frasi, in alcuni casi brani interi, citazioni, rimandi (anche a situazioni sentimentali reali come quella che vide uniti Søren Kierkegaard e Regine Olsen), concetti filosofici e invettive, resi noti da autori famosi di ogni tempo.
Nell'economia del racconto vengono citati anche Osama bin Laden, Stanislav Galić, Iosif Stalin, ma anche Giuseppe Mazzini.
Nella tabella che segue sono riportate le confessioni di uno scrittore, così come sono desumibili dalla Tabula gratulatoria posta dall'autore in appendice di libro:
| Citazione da | Autore                                    | Contesto / Personaggio                                                    |
| --- | ----------------------------------------- | ------------------------------------------------------------------------- |
| Una stagione all'inferno, 1873                                                                                    | Arthur Rimbaud                            | Prima della festa dalla marchesa Previati                                 |
| Lara, 1814 | George Gordon Byron                       | Caratterizzazione di Jacopo                                               |
| L'educazione sentimentale, 1869                                                                                   | Gustave Flaubert                          | Festa in casa della marchesa Previati                                     |
| Illusioni perdute, 1837                                                                                           | Honoré de Balzac                          | Scena delle maschere                                                      |
| Tenera è la notte, 1934                                                                                           | Francis Scott Fitzgerald                  | Descrizione ambientale                                                    |
| Sodoma e Gomorra, 1922                                                                                            | Marcel Proust                             | Descrizione ambientale                                                    |
| La confessione di un figlio del secolo, 1836                                                                      | Alfred de Musset                          | Jacopo                                                                    |
| Le ultime lettere di Jacopo Ortis, 1802                                                                           | Ugo Foscolo                               | Jacopo                                                                    |
| Una stanza tutta per sé, 1929                                                                                     | Virginia Woolf                            | Aspasia                                                                   |
| Ava: My Story, 1990                                                                                               | Ava Gardner                               | Aspasia                                                                   |
| Diari intimi, 1909                                                                                                | Charles Baudelaire                        | Aspasia                                                                   |
| Die Bestimmung des Menschen, 1800                                                                                 | Johann Gottlieb Fichte                    | Aspasia                                                                   |
| Della presente condizione delle donne e del loro avvenire in Nuova antologia delle scienze, lettere ed arti, 1866 | Cristina Trivulzio Belgiojoso             | Aspasia                                                                   |
| Il mio cuore messo a nudo, 1859                                                                                   | Charles Baudelaire                        | Aspasia                                                                   |
| I fiori del male, 1857                                                                                            | Charles Baudelaire                        | Jacopo                                                                    |
| Paradiso perduto, 1667                                                                                            | John Milton                               | Discorso di Jacopo ai congiurati                                          |
| Storia di un delitto, 1877                                                                                        | Victor Hugo                               | Lo scoppio della rivolta                                                  |
| I miserabili, 1862                                                                                                | Victor Hugo                               | Descrizione del piccolo martinitt, le barricate, le fogne di Milano, ecc. |
| Per chi suona la campana, 1940                                                                                    | Ernest Hemingway                          | Aspasia                                                                   |
| Mademoiselle de Maupin, 1835                                                                                      | Théophile Gautier                         | Caratterizzazione di Aspasia                                              |
| Chadži-Murat 1904                                                                                                 | Lev Tolstoj                               | Jacopo / Aspasia                                                          |
| Il paradiso può attendere, 1978                                                                                   | Warren Beatty                             | Allocuzione di Giuseppe Broggi ai rivoltosi                               |
| Cose viste, 1887                                                                                                  | Victor Hugo                               | Prostitute sulle barricate                                                |
| Casablanca, 1942                                                                                                  | Michael Curtiz                            | Aspasia / Jacopo                                                          |
| Spagna, 1937 | W. H. Auden                               | Discorso di Carlo Cattaneo                                                |
| Iliade | Omero                                     | Jacopo e il piccolo martinitt                                             |
| Roma città aperta, 1945                                                                                           | Roberto Rossellini                        | Morte di Berta                                                            |
| Tristano e Isotta, 1865                                                                                           | Richard Wagner                            | Jacopo / Aspasia                                                          |
| Enrico V | William Shakespeare                       | Discorso di Carlo Cattaneo prima dell'assalto a Porta Tosa                |
| Il dottor Živago, 1957                                                                                            | Boris Pasternak                           | Come sopra                                                                |
| Il 18 brumaio di Luigi Bonaparte, 1852                                                                            | Karl Marx                                 | Come sopra                                                                |
| L'anello del Nibelungo                                                                                            | Richard Wagner                            | Aspasia                                                                   |
| Voyage | Charles Baudelaire                        | Aspasia                                                                   |
| Il cimitero marino, 1920                                                                                          | Paul Valéry                               | Aspasia                                                                   |
| Milano sconosciuta, 1979                                                                                          | Paolo Valera                              | su Milano                                                                 |
| Moby Dick, 1851                                                                                                   | Herman Melville                           | al Caffè Campari                                                          |
| I morti, 1914 | James Joyce                               | Italo / Aspasia                                                           |
| Il catechismo del rivoluzionario, 1869                                                                            | Michail Bakunin-Sergej Gennadievič Nečaev | lettera dal fronte                                                        |
| Aden Arabia, 1931                                                                                                 | Paul Nizan                                | lettera dal fronte                                                        |
| La Certosa di Parma, 1839                                                                                         | Stendhal                                  | lettera dal fronte, altri riferimenti                                     |
| Sartor Resartus, 1833                                                                                             | Thomas Carlyle                            | lettera dal fronte                                                        |
| Verrà la morte e avrà i tuoi occhi, 1950                                                                          | Cesare Pavese                             | lettera dal fronte                                                        |
| L'amore e l'Occidente, 1939                                                                                       | Denis de Rougemont                        | lettera dal fronte                                                        |
| Il sogno del prigioniero, 1956                                                                                    | Eugenio Montale                           | lettera dal fronte                                                        |
| Senso, 1883 | Camillo Boito                             | ritratto di Franz Schonals                                                |
| Il grande Gatsby, 1925                                                                                            | Francis Scott Fitzgerald                  | Aspasia                                                                   |
| Tosca, 1900 | Giacomo Puccini                           | Aspasia / Franz Schonals                                                  |
| Guerra e pace, 1863                                                                                               | Lev Tolstoj                               | Aspasia / Italo                                                           |
| Madame Bovary, 1857                                                                                               | Gustave Flaubert                          | Aspasia                                                                   |
| Norma, 1831 | Vincenzo Bellini                          | Aspasia                                                                   |
| The Crack-Up, 1936                                                                                                | Francis Scott Fitzgerald                  | Aspasia / Jacopo                                                          |
| Problemi strategici della guerra rivoluzionaria in Cina                                                           | Mao Zedong                                | Jacopo / Aspasia                                                          |
| Principessa Casamassima, 1888                                                                                     | Henry James                               | Jacopo/Giani / Italo                                                      |
| Terra vergine, 1877                                                                                               | Ivan Sergeevič Turgenev                   | come sopra                                                                |
| La situazione della classe operaia in Inghilterra, 1845                                                           | Engels                                    | come sopra                                                                |
| La linea di condotta, 1930                                                                                        | Bertolt Brecht                            | come sopra                                                                |
| I fratelli Karamazov, 1878                                                                                        | Fëdor Michajlovič Dostoevskij             | come sopra                                                                |
| Il diavolo e il buon Dio, 1951                                                                                    | Jean-Paul Sartre                          | come sopra                                                                |
| Cuore | Edmondo De Amicis                         | Italo                                                                     |
| Siebenkäs, 1796                                                                                                   | Jean Paul                                 | Jacopo / Italo                                                            |
| I masnadieri, 1782                                                                                                | Friedrich Schiller                        | Jacopo / Aspasia                                                          |
| Otello, 1887 | Giuseppe Verdi                            | come sopra                                                                |
| C'era una volta in America, 1984                                                                                  | Sergio Leone                              | come sopra                                                                |
| René, 1802 | François-René de Chateaubriand            | Italo                                                                     |
| Da Quarto al Volturno, 1880                                                                                       | Giuseppe Cesare Abba                      | Jacopo                                                                    |
| Le relazioni pericolose, 1782                                                                                     | Choderlos de Laclos                       | Chiusa del romanzo                                                        |

Il romanzo si chiude con una lettera del protagonista, Jacopo, che racchiude - nelle parole dell'autore - "luoghi" eccellenti della letteratura dell'afflizione d'ogni tempo: tali stanze letterarie sono servite come spunto per diversi passaggi del racconto e sono riconducibili alle seguenti opere:
| Citazione da                         | Autore                             |
| ------------------------------------ | ---------------------------------- |
| L'informazione, 1995                 | Martin Amis                        |
| Seconda lettera ai Tessalonicesi     | Saulo di Tarso                     |
| Viaggio da Pietroburgo a Mosca, 1793 | Aleksandr Nikolaevič Radiščev      |
| L'uomo in rivolta, 1951              | Albert Camus                       |
| Dall'altra sponda, 1885              | Aleksandr Herzen                   |
| La cura                              | Franco Battiato - Manlio Sgalambro |

## Edizioni
- Antonio Scurati, Una storia romantica, Bompiani,  pp. 570, cap. 3, ISBN 978-88-452-5962-3.